# Mỏ rộng xồm
Mỏ rộng xồm (danh pháp khoa học: Calyptomena viridis) là một loài chim trong họ Eurylaimidae, nhưng có thể sẽ được chuyển qua họ Calyptomenidae, một khi họ này được công nhận.
Một vài tài liệu điểu học tại Việt Nam (Sách đỏ Việt Nam trang 168) ghi nhận sự hiện diện của loài này tại Tây Ninh, nhưng Sách đỏ IUCN lại không thấy ghi nhận như vậy.

## Các phân loài
- C. v. caudacuta Swainson, 1838: Nam Myanma, tây nam Thái Lan và bán đảo Mã Lai.
- C. v. viridis Raffles, 1822: Borneo, Sumatra và các đảo cận kề.
- C. v. siberu Chasen & Kloss, 1926: Quần đảo Mentawai (tây Sumatra).